# Karl Pfauter
Karl Pfauter, genannt Carlos (geboren 27. Februar 1905 in Themar, Thüringen; gestorben 8. März 1993 in München) war ein deutscher Diplomat.

## Leben
Pfauter besuchte das Gymnasium Georgianum (Hildburghausen) bis zur Obersekunda. Er machte eine Buchhändlerlehre und arbeitete in Coburg und Berlin. Nach dem Abitur 1927 studierte er Nationalökonomie, Soziologie, Philosophie in Köln (Diplomvolkswirt), Wien und Frankfurt am Main, wo er promoviert wurde.
In der Weimarer Republik engagierte er sich in der Erwachsenenbildung und war 1929–1931 Mitarbeiter der Heimvolkshochschulen  der VHS Leipzig und Habertshof in Fulda. Pfauter war bis zu ihrem Verbot Mitglied der SPD.
Nach der Machtübergabe an die Nationalsozialisten fand er eine Volontärsstelle bei der Metallgesellschaft und schlug sich ab 1934 als freier Journalist durch. 1937 wurde er Sachbearbeiter im Reichswirtschaftsministerium in der Reichsstelle für Lederwirtschaft, seit September 1939 war er dort Abteilungsleiter. Nach der deutschen Eroberung Griechenlands 1941 wurde er  als wissenschaftlicher Hilfsarbeiter zum Bevollmächtigten des Reiches für Griechenland nach Athen abgeordnet. Im Herbst 1944 kehrte er nach Berlin zurück und zog im Januar 1945 mit dem Volkssturm an die russische Front.
Nach Kriegsende war er beim Hilfswerk der EKD in Berlin beschäftigt und wurde im Juli 1947 Kulturdezernent der Stadt Göttingen.
Ab 1954 war er Leiter der Kulturabteilung an der deutschen Botschaft in Neu-Delhi und ab 1961 Leiter der Wirtschaftsabteilung an der deutschen Botschaft in Athen. 1964–1970 war er in Madras Generalkonsul für Südindien. Seinen Ruhestand verbrachte er in München. Ab 1976 stand er im Briefwechsel mit seinem Schulfreund Gerhard Steiner.